# 禧年 (基督教)
禧年（拉丁語：Iobeleus，希伯來語：‎ ）又稱為聖年（英語：Holy year），是基督教中特別年份，世人的罪在這個年份中會得到寬恕。根據舊約聖經《利未紀》中的規定，猶太人建立了禧年的傳統，後被基督教會沿襲。在天主教中，禧年的到來由教宗宣布。目前天主教會固定每25年舉行一次，教宗也可以自行指定某年份為禧年。

## 概論
教宗博義八世在1300年宣布了禧年，此後禧年便成為天主教會的傳統之一。禧年雖然以「年」為單位，但其始終時間是依教會年曆訂立，而且不一定如同公曆年份的天數是365日。被宣告為禧年的年頭，教宗會開啟位於羅馬的四座特級宗座聖殿的聖門，並給予朝聖者全大赦。禧年的舉行間隔歷經改變，從百年一次、50年一次，再轉變到現今25年一次；不過為了全體教會的益處或需要，可另外頒布特定年份為「特殊禧年」，效力與普通禧年相同。
最近一次的禧年是由教宗方濟各在2025年舉行的2025禧年；最近一次的特殊禧年，則是教宗方濟各於2016年舉行的慈悲特殊禧年。